# Karl von Frisch
Karl von Frisch (født 20. november 1886 i Wien, død 12. juni 1982 i München) var en østrigsk etolog som i 1973 modtog Nobelprisen i fysiologi eller medicin sammen med Niko Tinbergen og Konrad Lorenz.
Han blev uddannet som zoolog ved Wien Universitet i 1910 og blev professor ved Ludwig-Maximilians-Universität München i 1925.
Von Frischs bidrag til den fremvoksende etologi var hans studier af, hvordan honningbien kommunikerer. Sammenfattende kan man sige at von Frisch opdagede, at en honningbi, der har fundet nektar, pollen eller lignende næring meddeler dette til andre bier i kuben gennem en dans, der angiver retning, størrelse og egenskab på næringskilden samt gennem en lugtprøve af hvilken type af næring, der er tale om. Konklusionerne af hans mange studier af honningbien blev beskrevet i Tanzsprache und Orientierung der Bienen (1965).
Frisch valgtes 1952 som udenlandsk medlem nummer 877 af den svenske Kungliga Vetenskapsakademien.

## Udmærkelser
Asteroiden 13977 Frisch er opkaldt efter ham.